# Доуни, Уильям, 7-й виконт Даун
Уильям Генри Доуни, 7-й виконт Даун (англ. William Henry Dawnay, 7th Viscount Downe; 15 мая 1812 — 26 января 1857) — британский пэр и политик.

## Происхождение и образование
Родился 15 мая 1812 года. Старший сын преподобного Уильяма Генри Доуни, 6-го виконта Дауна (1772—1846), ректора Сессая и Торманби в Северном Йоркшире, и его жены Лидии Хиткот. Он получил образование в Итонском колледже и в колледже Крайст-черч Оксфордского университета.

## Политическая карьера
Уильям Доуни заседал в Палате общин Великобритании от Ратленда в 1841—1846 годах.
23 мая 1846 года после смерти своего отца Уильям Доуни унаследовал титул 7-го виконта Дауна (Пэрство Ирландии). Однако, поскольку это было ирландское пэрство, оно не давало ему права на место в Палате лордов Великобритании.

## Семья
25 июля 1843 года лорд Даун женился на Мэри Изабель Бэгот (? — 14 апреля 1900), дочери преподобного Ричарда Бэгота и и леди Харриет Вильерс. У супругов было восемь сыновей и две дочери:
- Генерал-майор Хью Доуни, 8-й виконт Даун (20 июля 1844 — 21 января 1924)[1], старший сын и преемник отца.
- Подполковник Льюис Пэйн Доуни (1 апреля 1846 — 30 июля 1910), офицер Колдстримской гвардии, с 1877 года он был женат на леди Виктории Александрине Элизабет Грей. В 1891 году он унаследовал Бенингбро-холл от своего дяди Пэйана.
- Достопочтенный Алан Чарльз Доуни (15 июня 1847 — 3 марта 1853)
- Достопочтенный Гай Катберт Доуни (26 июля 1848 — 28 февраля 1889)
- Лейтенант Достопочтенный Юстас Генри Доуни (15 апреля 1850 — 15 декабря 1928)[1], офицер Колдстримской гвардии, в 1883 году женился на леди Эвелин де Вер Капелл, дочери Артура де Вер Капеля, виконта Молдена
- Капитан Достопочтенный Уильям Фредерик Доуни (14 октября 1851 — 29 сентября 1904)[1], ополченец Стаффордшира, в 1875 году он женился на леди Аделаиде Паркер, дочери Томаса Паркера, 6-го графа Маклсфилда
- Достопочтенный Джеффри Николас Доуни (13 декабря 1852 — 31 декабря 1941), в 1887 году он женился на Эмили Бултил
- Достопочтенный Фрэнсис Герберт Доуни (11 декабря 1853 — 26 июня 1914)[1], капитан Йоркширского гусарского полка, адвокат
- Достопочтенная Элис Изабель Доуни (1855 — 8 октября 1929), незамужняя
- Достопочтенная Эдит Мэри Доуни (1856 — 15 июля 1941), в 1884 году она вышла замуж за Роберта Гранта-Сатти, от брака с которым у неё было пятеро детей.

Виконт Даун скончался в январе 1857 года в возрасте 44 лет, и его виконтство унаследовал его старший сын Хью. Леди Даун позже снова вышла замуж в 1863 году за Сидни Левесона Лейна и умерла в апреле 1900 года. Лорд Даун, его жена и ее второй муж похоронены на кладбище церкви Святого Джеймса в Балдерсби в Северном Йоркшире.